# Palazzo Donà dalle Rose
Palazzo Donà dalle Rose è un palazzo di Venezia, ubicato nel sestiere di Cannaregio, alle Fondamenta Nuove.

## Storia
Il 14 ottobre 1609 il doge Leonardo Donà acquistò un terreno alle Fondamente Nove, all'angolo con il Rio dei Gesuiti, da Giacomo Nani, genero di suo fratello Nicolò, per farvi costruire il palazzo di famiglia.
Tale scelta fu causa di continue discussioni con il fratello Nicolò che riteneva le Fondamente Nove troppo periferiche e avrebbe preferito un palazzo nel più prestigioso Canal Grande.
La posa della prima pietra avvenne il 24 marzo 1610, vigilia della fondazione di Venezia, su disegno di Paolo Sarpi, secondo Marco Foscarini, ma il Cicogna afferma di non averne trovato traccia nell'archivio della famiglia Donà.
Responsabile del cantiere era Francesco de Piero, proto della procuratia di San Marco de citra, che il doge Donà conosceva almeno dal 1594.
La copertura dell'edificio avvenne il 15 ottobre 1611. Alla morte del doge, avvenuta il 16 luglio 1612, la gestione finanziaria del cantiere passò al nipote Leonardo (1583-1632).

## Architettura
La facciata si presenta con il basamento e le cornici in pietra d'Istria, in forma di bugnato liscio. L'ingresso principale è a nord, nelle Fondamenta Nuove, con un portone a sesto acuto, mentre a ovest, in Rio dei Gesuiti, si trovano la porta da acqua, a sesto acuto, e la darsena. Il lato est è delimitato dal muro del giardino.
All'interno, il piano terra è costituito da un ampio androne ai cui fianchi si trovano le scale che conducono al mezzanino, la scala principale porta al piano nobile, caratterizzato da un ampio salone (portego), mentre l'ultimo piano era destinato al personale di servizio.

## Fondazione Donà dalle Rose
Palazzo Donà dalle Rose è sede della Fondazione Donà dalle Rose, un'istituzione culturale che persegue finalità di promozione della cultura in tutte le sue forme.
La Fondazione promuove la Biennale internazionale di arte contemporanea sacra (BIAS), collabora con World International Sicilian Heritage (WISH), ha una collezione di arte contemporanea e ospita esposizioni di arte contemporanea.
In occasione della Biennale d'arte di Venezia Palazzo Donà dalle Rose ospita un padiglione nazionale. Nel 2017 l'Iran con  Tapesh, nel 2022 San Marino con Postumano metaforico, nel 2024 il Camerun con Nemo propheta in patria.